# Synagogue de Soultz-Haut-Rhin
La synagogue de Soultz-Haut-Rhin est un monument historique situé à Soultz-Haut-Rhin, dans le département français du Haut-Rhin.

## Localisation
Ce bâtiment est situé rue de la Synagogue à Soultz-Haut-Rhin.

## Historique
L'édifice fait l'objet d'une inscription au titre des monuments historiques depuis 1984.

## Architecture

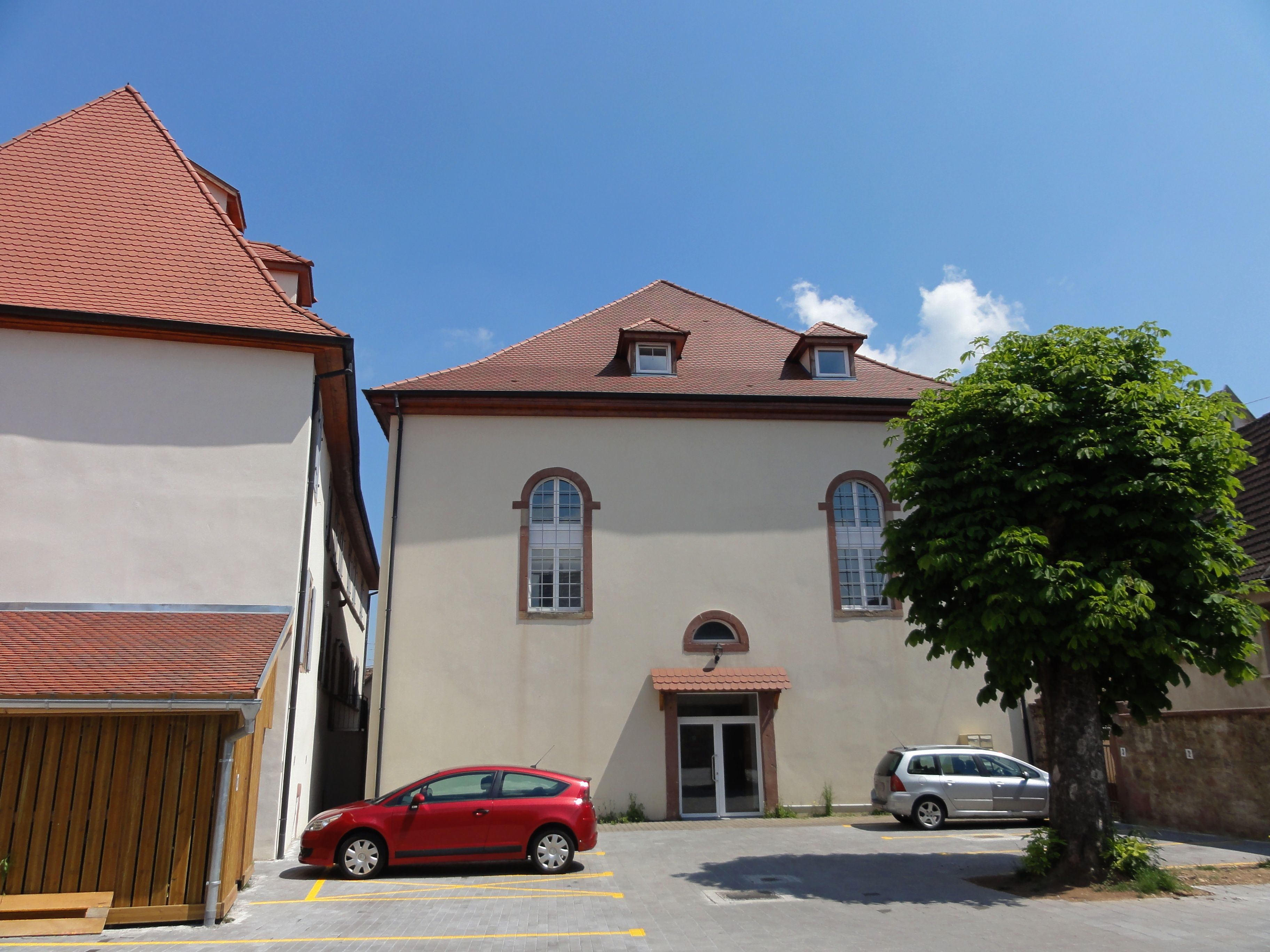
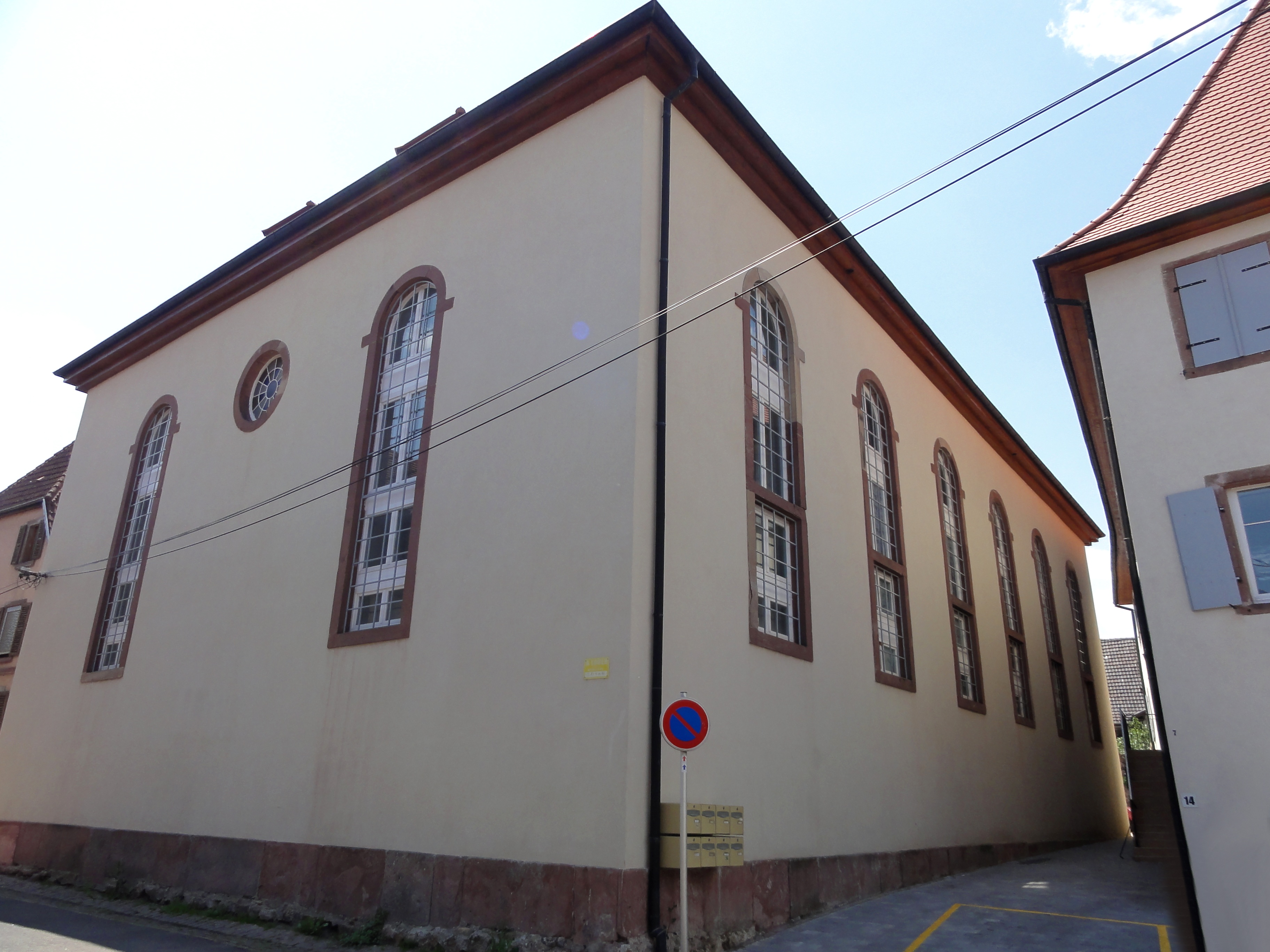